# Ca Trenchs Jordà
Ca Trenchs Jordà és una obra eclèctica de Valls (Alt Camp) protegida com a Bé Cultural d'Interès Local.

## Descripció
Edifici de pisos entre mitgeres, de planta baixa i tres pisos. Actualment la planta baixa està modificada. L'ordenació general de la façana en relació amb les obertures respon a la tipologia de progressiu de creixement, característica dels edificis vallencs. En el primer pis hi ha un balcó corregut amb dues portes: el segon pis, separat per una imposta, presenta dos balcons individuals i, el tercer pis, l'ocupa una finestra correguda d'arc escarser, dividida en sis parts per cinc petits pilars. La façana es corona amb cornisa de motllures i barana correguda de pedra. Hi ha decoració en les llindes de totes les obertures, així com en el treball d'arrebossat sobre la maçoneria, que apareix formant carreus.